# 罗仁地
罗仁地，中华人民共和国教育部长江学者讲座教授，澳大利亚语言学学会会长、中央民族大学教授，主要从事历史语言学、语言类型学、汉藏语系语言学等方面的研究工作。罗仁地还担任《南开语言学刊》、《民族语文》、《西藏和喜马拉雅研究杂志》等刊物编委。